# Сопот (Ђаковица)
Сопот (алб. Sopot, Sopoti) је насељено место у општини Ђаковица, на Косову и Метохији. Према попису становништва из 2011. у насељу је живело 126 становника.

## Становништво
Према попису из 2011. године, Сопот има следећи етнички састав становништва:
| Националност | 2011.        |
| Албанци      | 126 (100,0%) |
| Укупно       | 126          |

| Демографија | Демографија | Демографија |
| Година      | Становника  | Становника  |
| ----------- | ----------- | ----------- |
| 1948.       | 110         |             |
| 1953.       | 131         |             |
| 1961.       | 154         |             |
| 1971.       | 198         |             |
| 1981.       | 276         |             |
| 1991.       | 206         |             |
| 2011.       | 126         |             |